# جليزا 876 e
غليس 876 إي (بالإنجليزية: Gliese 876 e)‏ الذي يرمز له بالرمز GJ 876 e، هو كوكب خارج المجموعة الشمسية، في كوكبة الدلو (كوكبة)، يتبع غليس 876.

## الاكتشاف
اكتشف في 23 يونيو 2010، وكانت طريقة الاكتشاف دوبلر الطيفي.